# Trilogia Suja de Havana
Nestas narrativas de caráter fortemente autobiográfico, Pedro Juan Gutiérrez faz uma crônica impactante da vida em Havana durante a grande crise de Cuba nos anos 1990.
Os relatos contêm a verdade de um homem que nasceu e cresceu na utopia da Revolução Cubana. Mostram um povo faminto, sem rumo, mas em nenhum momento amargo ou no papel de vítima das circunstâncias históricas. Ao mesmo tempo, a escrita impulsiva de Gutiérrez revela o engajamento do autor com tudo o que lhe é vital. Com a arte, por exemplo: "Só uma arte irritada, indecente, violenta, grosseira, pode nos mostrar a outra face do mundo, a que nunca vemos ou nunca queremos ver". Ou com o sexo: "Sexo é um intercâmbio de líquidos, de fluidos, de saliva, hálito e cheiros fortes, urina, sêmen, merda, suor, micróbios, bactérias. Ou não é. Se é só ternura e espiritualidade etérea, se reduz a uma paródia estéril do que poderia ser. Nada".